# Jamaat Ahadun Ahad
Jamaat Ahadun Ahad (en árabe: جماعة أحد أحد‎ Grupo del Uno y Único) fue un pequeño grupo rebelde que luchó en la guerra civil siria. El grupo estaba compuesto por extranjeros y sirios. El líder del grupo, Amir Al Bara, y un número desconocido de combatientes, supuestamente abandonaron Latakia y se unieron al Estado Islámico de Irak y el Levante en 2016.